# Колибри-амазилии
Колибри-амазилии (лат. Amazilia) — род птиц семейства колибри.

## Виды
Международный союз орнитологов относит к роду 4 вида:
- Рыжая амазилия (Amazilia rutila (Delattre, 1843))
- Юкатанская амазилия (Amazilia yucatanensis (Cabot, 1845))
- Коричневохвостая амазилия (Amazilia tzacatl (De la Llave, 1833))
- Гондурасская амазилия (Amazilia luciae (Lawrence, 1868))